# Lưu Huy (Bắc Ngụy)
Lưu Huy (chữ Hán: 刘晖, ? – 523), tự Trọng Xương, là phò mã nhà Bắc Ngụy thời Nam Bắc triều trong lịch sử Trung Quốc. Ông là con kế tự của Tề quận công Lưu Sưởng – hoàng thân lưu vong của nhà Lưu Tống.

## Cuộc đời
Huy cùng anh trai Lưu Văn Viễn là hai con trai còn sống đến khi Lưu Sưởng (mất năm 497) lựa chọn người kế tự. Cả hai đều bị Lưu Sưởng đánh giá là có chút rồ dại, không thể giữ được tước phong, nhưng Huy còn nhỏ tuổi, chưa nhiều tội lỗi, vì thế được lập làm Thế tử (Lưu Sưởng còn có hiệu là Tống vương).
Năm Chánh Thủy đầu tiên (504) thời Tuyên Vũ đế, Huy được gả Lan Lăng trưởng công chúa – chị gái thứ 2 của đế, bái làm Viên ngoại Thường thị. Công chúa rất ghen tuông, Huy từng tư hạnh thị tỳ của công chúa khiến cô ta có mang. Công chúa bèn phạt đòn thị tỳ đến chết, moi bụng lấy cái thai ra mới hết giận, rồi nhồi cỏ vào bụng cô ta, lột thây trần truồng cho Huy xem. Huy vừa giận vừa sợ, từ đấy lạnh nhạt với công chúa.
Chị cả của Lan Lăng là Nam Dương trưởng công chúa (vợ của Tiêu Bảo Dần) nhân vào cung nghe dạy bảo, kể chuyện ấy với Hồ thái hậu, thái hậu sắc cho Thanh Hà vương Nguyên Dịch tìm hiểu. Nguyên Dịch cùng Cao Dương vương Nguyên Ung, Quảng Bình vương Nguyên Hoài tâu lên tình trạng bất hòa của 2 vợ chồng, cho rằng họ không thể tiếp tục chung sống, xin cho 2 người ly hôn, lột bỏ phong vị của Huy. Hồ thái hậu nghe theo, công chúa trở về cung cả năm; Nguyên Ung và bọn Lưu Đằng đề nghị khôi phục hôn nhân của họ, thái hậu lo Huy không sửa đổi, chưa đồng ý. Bọn Ung nhiều lần đề nghị, cho rằng như thế là giữ gìn lễ giáo, Hồ thái hậu chảy nước mắt đưa tiễn công chúa, răn dạy cô ta cẩn thận giữ mình.
Năm Chánh Quang đầu tiên (520) thời Hiếu Minh đế, Huy lại ngoại tình với 2 thị nữ họ Trương và Trần, công chúa không tránh mặt, cùng cô ruột là Trần Lưu trưởng công chúa (vợ góa của Lưu Thừa Tự – anh em khác mẹ với Huy, đã cải giá lấy Vương Túc – cấp phó cũ của Lưu Sưởng) đẩy cửa xông vào, tranh cãi kịch liệt với ông. Huy đẩy công chúa ngã khỏi giường, chân tay đánh loạn, khiến công chúa sảy thai, rồi sợ tội bỏ trốn. Hồ thái hậu gọi Nguyên Dịch xử lý việc này. Con gái của 2 nhà Trương, Trần bị khôn (cắt tóc) si (đánh đòn) trong cung, anh em trai đều bị phạt đòn, đày ra Đôn Hoàng làm lính. Công chúa bị thương mà chết, Hồ thái hậu đích thân đến khóc, cử ai ở Thái Cực Đông đường, chôn cất ở phía tây thành, còn đích thân đưa tang vài dặm, rất đỗi thương xót mà quay về.
Sau đó Huy bị bắt ở huyện Ôn thuộc quận Hà Nội, giam ở Ti Châu, sắp chịu tử hình thì gặp đại xá nên được tha. Năm thứ 3 (522), Huy được khôi phục quan tước, thăng làm Chinh lỗ tướng quân, Trung tán đại phu. Năm thứ 4 (523), Huy mất. Từ đây gia đạo suy đồi, không thể trở lại như trước nữa.